# Huty
Huty (in ungherese Hutti) è un comune della Slovacchia facente parte del distretto di Liptovský Mikuláš, nella regione di Žilina.